# Sophene

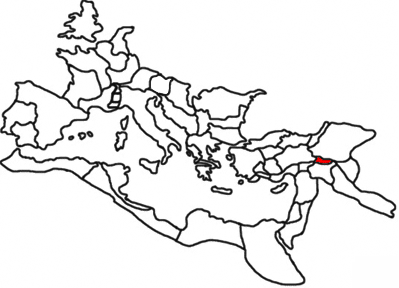
Provincia romană Sophene în jurul anului 120

Sophene (în armeană Ծոփք) a fost o provincie a Regatului Armean și a Imperiului Roman, situată în partea de sud-vest a regatului. În prezent se află în sud-estul Turciei. 
Regiunea care a devenit ulterior Sophene a fost parte a regatului Urartu, în secolele VIII - VII î.Hr.. După unificarea regiunii cu regatul său în secolul al VIII-lea î.Hr., regele Argishti I de Urartu relocă mulți dintre locuitorii săi în nou construitul oraș, Erebuni (capitala Armeniei de azi, Erevan). În jurul anului 600 î.Hr., Sophene a devenit parte a nou-apărutului Regat Armean sub conducerea Orontizilor. Această dinastie a acționat în calitate de satrapi ai Armeniei în primul rând sub Imperiul Median, mai târziu sub cel Persan.
După campaniile lui Alexandru cel Mare în anii 330 î.Hr. și prăbușirea ulterioară a Imperiului Ahemenid, Sophene a devenit parte din noul regat independent al Armeniei Mari. În secolul al III-lea î.Hr., la inițiativa Seleucizilor, care au încercat să slăbească regatul armean, Sophene, iese din componența Armeniei Mari, formând Regatul Sophene. Regatul a fost condus de o ramură a dinastiei regale armene Orontide. Provincia mai târziu este împărțită de regatul Sophene-Commagene, formând un regat independent. Commagene a fost parte din Sophene în acel moment.